# Synodontis geledensis
 Synodontis geledensis és una espècie de peix de la família dels mochòkids i de l'ordre dels siluriformes.

## Morfologia
Els mascles poden assolir els 30,7 cm de llargària total.

## Distribució geogràfica
Es troba a Àfrica: Somàlia, Kenya i Etiòpia.